# The Flaming Sideburns
The Flaming Sideburns est un groupe de rock finlandais. Après une période d'inactivité de neuf ans, le groupe revient en 2016 avec le single Heavy Tiger.

## Biographie
Eduardo Martinez quitte l'Argentine pour s'installer en Finlande à la fin des années 1980 et au début des années 1990, d'où est originaire sa mère. Il rejoint la scène rock scandinave, qui comprend à l'époque les Hellacopters, Turbonegro et The Soundtrack of Our Lives. Son premier groupe est Jack Meatbeat and the Underground Society, qui fait ses débuts en 1991 sur le label Trash Can Records et sort en 1994 son premier album. Un an plus tard, Martinez se joint à Ski Williamson (guitare) et The Punisher (basse) pour former The Flaming Sideburns avec Jeffrey Lee Burns (guitare) et Jay Burnside (batterie). Ils se font rapidement un nom en tant que groupe finlandais, alors que leur premier album, Bama Lama Boogaloo! (1997), est enregistré en live,.
En 1999 sort leur premier album studio, It’s Time to Testify … Brothers and Sisters. Cette période de succès suit avec leur deuxième album, Hallelujah Rock'n'Rollah, qui entre dans le Top 20 finlandais, et rend le groupe internationalement connu. Ainsi, le groupe joue au Roskilde, entre autres. Peu de temps après, Junnu « Johnny Volume » Alajuuma est remplacé par Arimatti « Jeffrey Lee Burns » Jutila, qui avait de moins en moins de temps à consacrer au groupe en raison de sa paternité et de son déménagement aux États-Unis. Arimatti ne reste que trois ans et est remplacé en 2003 par Petri « Peevo de Luxe » Peevo. L'album Sky Pilots, produit par Jürgen Hendlmeier, atteint dans la troisième place des charts finlandais, leur plus grand succès jusqu'ici. En 2006, une collection de rareté intitulée Back to the Grave est publiée en 2008.
En 2007, leur dernier album studio, Keys to the Highway, est publié et atteint la 15e place des charts finlandais. Il s'ensuit une période d'inactivité pour le groupe. Ce n'est qu'en 2016 que le quintet revient avec un single, Heavy Tiger. 

## Style musical
The Flaming Sideburns jouent du rock 'n' roll en live. Ils prennent également des éléments du blues rock, de rock psychédélique, de  musique country/western et de soul, mais l'accent est mis sur des chansons rapides et simples. La voix de Martinez est rauque et irritée. Elle rappelle particulièrement un mélange d'Aerosmith et des Red Hot Chili Peppers

## Membres

### Membres actuels
- Eduardo Martinez - chant (depuis 1995)
- Ski Williamson - guitare (depuis 1995)
- Marko « The Punisher » Perälä - basse (depuis 1995)
- Jay Burnside - batterie (depuis 1995)
- Peevo de Luxe - guitares (depuis 2003)

### Anciens membres
- Vilunki 3000 - guitares (1995-1996)
- Jeffrey Lee Burns - guitares (1996-2001)
- Johnny Volume - guitares (2000-2003)

## Discographie

### Albums studio
- 1999 : It’s Time to Testify … Brothers and Sisters (Bad Afro)
- 2001 : Hallelujah Rock’n’Rollah (Bad Afro)
- 2003 : Sky Pilots (Ranch, Jetset/Bitzcore)
- 2007 : Keys to the Highway (Ranch/Bitzcore)

### Compilations
- 2002 :  Save Rock’n’Roll (Jetset)
- 2006 : Back to the Grave (Bad Afro)
- 2008 : Back 2 the Grave (El Beasto)

### Albums live
- 1997 : Bama Lama Boogaloo! (Smokin' Troll)
- 2002 : It’s Time to Testify Again (No Fun)
- 2005 : Mobile Graceland (Lonestar)
- 2006 : Burn Rock'n'Roll (Rastrillo)

### Singles et EP
- 1997 : Get Down or Get Out (7’’, Bad Afro)
- 1997 : Close to Disaster (7’’, Metamorphosis)
- 1998 : It’s Time to Testify (10’’, Bad Afro Records)
- 1999] : Jaguar Girls (7’’, Estrus Records)
- 2000 : Cantan en Español (7’’, Safety Pin Records)
- 2000 : Loose My Soul (7’’, Bang! Records)
- 2001 : Street Survivor (7’’/MCD, Bad Afro)
- 2001 : Live! (Fandango Records)
- 2001 : World Domination (7’’, Sweet Nothing Records)
- 2002 : Bam-a-Lama en Español (7’’, Safety Pin Records)
- 2002 : Flowers (Maxi-CD, Bad Afro)
- 2003 : Since the Beginning (MCD/7’’, Ranch/Lonestar Records)
- 2003 : Let Me Take You Far/The Hustler (CD/7’’, Ranch)
- 2003 : Save Rock’n’Roll (MCD, Ranch)
- 2006 : Lost Generation (MCD, Ranch)
- 2006 : Count Me Out (CD/7’’, Bad Afro)
- 2010 : En Español Vol. 3 (El Beasto)
- 2016 : Heavy Tiger (7’’, Chaputa! Records)

### Splits
- 2001 : White Trash Soul (MCD/10’’ mit The Hellacopters, Bad Afro)
- 2001 : Flanelon Crash Vs. The Flaming Sideburns  (10’’, Lixo Urbano)
- 2001 : La Cruz de Cristo (7’’ mit Virus, El Beasto)
- 2002 : The Flaming Sideburns / Elio and Thee Horribles (7’’, Bad Attitude Records)
- 2004 : St. Valentines Killers (12’’ mit The Hellacopters, The Datsuns und The Casanovas, Butcher’s Hook)
- 2006 : The Flaming Sideburns / Boozed (7’’, Bitzcore)